# Clastoptera hyalinoapicata
Clastoptera hyalinoapicata is een halfvleugelig insect uit de familie Clastopteridae. De wetenschappelijke naam van deze soort is voor het eerst geldig gepubliceerd in 1915 door Melichar.